# Вільгельм Данієль Йозеф Кох
Вільгельм Даніель Йозеф Кох (нім. Wilhelm Daniel Joseph Koch; 1771—1849) — німецький лікар і ботанік з Кузеля, міста в землі Рейнланд-Пфальц.

## Біографія
Кох відвідував середню школу в Цвайбрюккені. Потім Кох вивчав медицину в Єнському та Марбурзькому університетах. 4 липня 1794 року Кох отримав ступінь доктора в Гіссені, і після складання державного іспиту Кох хотів почати свою кар'єру лікаря загальної практики. Але 26 липня 1794 року місто було розграбоване та спалене французькими революційними військами. У 1795 р. він став лікарем у Трарбаху на Мозелі, а в 1797 р. — старшим офіційним лікарем у Кайзерслаутерні, де в 1816 р. отримав звання окружного та кантонального лікаря і пробув там 27 років. У 1821 році він був обраний членом Леопольдини. У 1824 році він став професором медицини і ботаніки в університеті Ерлангена, де залишився до кінця свого життя. В Ерлангені він також був директором ботанічного саду. У 1833 році він був обраний іноземним членом Шведської королівської академії наук. З 1833 по 1843 рік Кох був президентом окружної ради Середньої Франконії.
Серед його кращих письмових зусиль був короткий опис німецької та швейцарської флори під назвою Synopsis florae germanicae et helveticae (1835–37). Іншою вартою уваги його публікацією був Catalogus plantarum, quae in ditione Florae Palatinatus (1814, разом із Зітцем). Першою значною працею була «Entomologische Hefte» (1803).

## Вшанування
На його честь названо роди Eokochia, Neokochia і Kochia (синонім до Bassia). Журнал «Kochia», який видається Німецьким товариством дослідження флори з 2006 року, також названий на честь Коха.